# Alluaudomyia magoebai
Alluaudomyia magoebai är en tvåvingeart som beskrevs av Meillon, Meiswinkel och Wirth 1982. Alluaudomyia magoebai ingår i släktet Alluaudomyia och familjen svidknott. Inga underarter finns listade i Catalogue of Life.